# Stylian (Harkianakis)
Stylian, imię świeckie Stylianos Harkianakis (ur. 29 grudnia 1935 w Retimno, zm. 25 marca 2019 w Sydney) – grecki duchowny prawosławny, arcybiskup Australii.

## Życiorys
Święcenia kapłańskie przyjął w 1958 r. W 1970 otrzymał chirotonię jako egzarcha Góry Athos ze stolicą tytularną Militoupolis. Intronizowany na arcybiskupa Australii w 1975 r.
Zmarł w 2019 r.